# Ariel Edgardo Torrado Mosconi
Ariel Edgardo Torrado Mosconi (ur. 18 stycznia 1961 w Veinticinco de Mayo) – argentyński duchowny katolicki, biskup ordynariusz Nueve de Julio od 2015.

## Życiorys
Święcenia kapłańskie otrzymał 17 listopada 1990 z rąk abp. Antonio  Quarracino. Pracował duszpastersko na terenie archidiecezji Buenos Aires, zaś w latach 1992-1999 był pracownikiem archidiecezjalnego seminarium duchownego (pełnił w nim funkcje prefekta oraz wicerektora).
22 listopada 2008 papież Benedykt XVI mianował go biskupem pomocniczym Santiago del Estero, ze stolicą tytularną Vicus Pacati. Sakry biskupiej udzielił mu 13 grudnia 2008 kard. Jorge Bergoglio.
12 maja 2015 papież Franciszek mianował go biskupem koadiutorem diecezji Nueve de Julio. Rządy w diecezji objął 1 grudnia 2015, po przejściu poprzednika na emeryturę.